# Psammoecus excellens
Psammoecus excellens es una especie de coleóptero de la familia Silvanidae.

## Distribución geográfica
Habita en el este de África.